# HD 24480
HD 24480 är en multipelstjärna i den mellersta delen av stjärnbilden Giraffen. Den har en kombinerad skenbar magnitud av ca 4,98 och är svagt synlig för blotta ögat där ljusföroreningar ej förekommer. Baserat på parallax enligt Gaia Data Release 2 på ca 3,4 mas, beräknas den befinna sig på ett avstånd på ca 960 ljusår (ca 290 parsek) från solen. Den rör sig närmare solen med en heliocentrisk radialhastighet på ca -4 km/s.

## Egenskaper
Primärstjärnan HD 24480 A är en orange till gul jättestjärna av spektralklass K4 III. Den har en radie som är ca 90 solradier och har ca 1 870 gånger solens utstrålning av energi från dess fotosfär vid en effektiv temperatur av ca 4 000 K.
Följeslagaren HD 76270 B misstänks vara en spektroskopisk dubbelstjärna av spektraltyp A eller B. Den ligger separerad med 1,71 bågsekunder från primärstjärnan.